# Урбани, Джулиано
Джулиано Урбани (итал. Giuliano Urbani; род. 9 июня 1937, Перуджа) — итальянский политолог и политик, министр культурного наследия и культурной деятельности (2001—2005).

## Биография
Родился 9 июня 1937 года в Перудже, получил высшее политологическое образование. В 29 лет начал публиковать исследования на политические темы. В качестве журналиста сотрудничал в газетах «Il Giornale», «Il Corriere della Sera», «Il Messaggero», «La Stampa», «Il Mondo» и «Il Sole 24 Ore». С 1976 по 1988 год работал в Исследовательском центре Конфиндустрии, преподавал политологию в миланском университете Боккони, являлся научным директором Центра имени Луиджи Эйнауди в Турине. 27 марта 1994 года был впервые избран в Палату депутатов Италии и позднее вошёл в первое правительство Берлускони, заняв должность министра государственной службы и регионов. В 1996 году был избран в Палату депутатов по списку партии Вперёд, Италия, 13 мая 2001 года — в одномандатном округе в городе Вимеркате (Ломбардия).
10 июня 2001 года получил портфель министра культурного наследия и культурной деятельности во втором правительстве Берлускони, которое было приведено к присяге на следующий день.
Работал в правительстве до 2005 года, получив известность в 2004 году в качестве разработчика так называемого «декрета Урбани» — законопроекта по борьбе с пиратством в информационной сфере. В 2005 году вошёл в совет директоров RAI, с 2009 по 2021 год — директор Национального музея науки и технологии имени Леонардо да Винчи в Милане.

## Избранные труды
- Анализ политической системы / L’analisi del sistema politico (1971);
- Сравнительная политика / La politica comparata (1973);
- Профсоюзы и политика в постиндустриальном обществе / Sindacati e politica nella società post-industriale (1976);
- Что думают рабочие / Cosa pensano gli operai (1983);
- Политика и экономика / Politica ed economia (1987);
- Внутри политики / Dentro la politica (1992);
- Политика для всех / La politica per tutti (1994);
- Сокровище итальянцев. Беседы о культурном наследии и деятельности / Il tesoro degli italiani. Colloqui sui beni e le attività culturali (2002);
- Либерал в культуре. Полемика и перспективы / Un liberale alla cultura. Polemiche e prospettive (con P. Conti, 2004).

## Награды
- Указом президента Италии от 7 ноября 2005 года награждён степенью кавалера Большого Креста ордена «За заслуги перед Итальянской Республикой»[4].
- Медаль Пушкина (16 октября 2012 года, Россия) — за вклад в развитие российско-итальянских связей[5].